# 갤럭시 사이언스 픽션

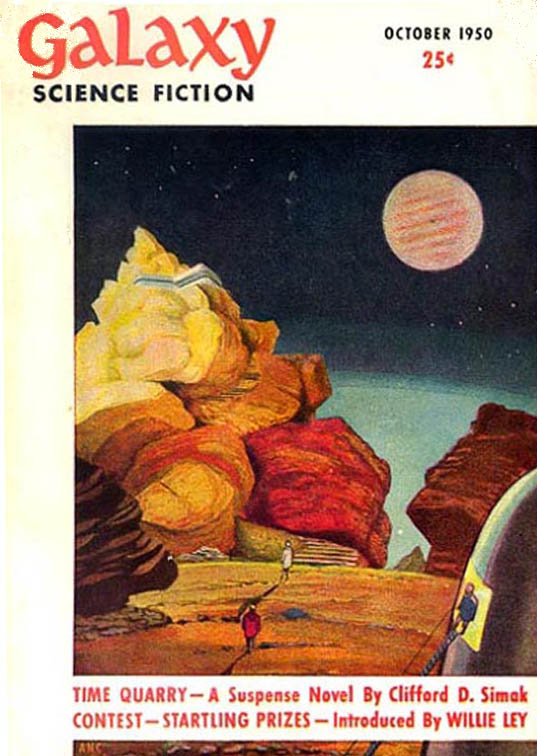
갤럭시 제1판의 데이비드 스톤의 커버

갤럭시 사이언스 픽션(Galaxy Science Fiction)은 1950년부터 1980년까지 보스턴에서 출판된 미국의 다이제스트 크기 공상 과학 잡지이다. 이 잡지는 미국 시장 진출을 모색하고 있던 프랑스-이탈리아 회사인 월드 에디션스(World Editions)에 의해 설립되었다. 월드 에디션스는 기술보다는 사회 문제에 대한 이야기에 초점을 맞춰 갤럭시를 당대의 최고의 공상 과학 잡지로 빠르게 만든 편집자 H. L. 골드로 고용되었다.
골드는 재임 기간 동안 나중에 화씨 451로 확장된 레이 브래드버리의 "The Fireman", 로버트 A. 하인라인의 "The Puppet Masters" 그리고 앨프리드 베스터의 "The Demolished Man"을 포함하여 많은 주목할만한 이야기를 출판했다. 1952년에 이 잡지는 인쇄업체인 로버트 귄(Robert Guinn)에 인수되었다. 1950년대 후반까지 프레더릭 폴(Frederik Pohl)은 잡지 제작의 대부분 측면에서 골드를 돕고 있었다. 골드의 건강이 악화되자 폴은 한동안 대부분의 제작 작업을 수행했지만 공식적으로 1961년 말부터 편집장을 맡았다.